# 王海龙
王海龙（1983年—），山东诸城人，汉族，中华人民共和国政治人物。

## 生平
毕业于东北大学计算机应用技术专业。加入中国共产党。2013年，担任全国人大代表。2018年2月24日，当选为第十三届全国人大代表。